# Mario Ferrero (1903–1964)
Mario Pietro Ferrero (ur. 12 marca 1903 w Turynie; zm. 26 kwietnia 1964 w Turynie) – włoski piłkarz, grający na pozycji obrońcy.

## Kariera piłkarska
W 1921 rozpoczął karierę piłkarską w drużynie Pastore. W latach 1925–1934 bronił barw Juventusu, z którym pięciokrotnie zdobył mistrzostwo Włoch. Potem do 1935 roku grał w Sampierdarenese.

## Sukcesy i odznaczenia

### Sukcesy klubowe
Juventus
- mistrz Włoch (5x): 1925/26, 1930/31, 1931/32, 1932/33, 1933/34